# Without You (David Guetta)
Moment is een single van de Franse dj David Guetta met Amerikaanse zanger Usher uit 2011. Het stond in hetzelfde jaar als vijfde track op het album Nothing but the Beat van Guetta.

## Achtergrond
Moment is geschreven door David Guetta, Usher Raymond, Giorgio Tuinfort, Frédéric Riesterer, Rico Love en Taio Cruz en geproduceerd door David Guetta, Giorgio Tuinfort en Frédéric Riesterer. Guetta heeft het nummer omschreven als een combinatie tussen een ballade en een dance-nummer, waar veel emotie in de tekst zit. De videoclip van het nummer is tegenstrijdig met het lied zelf, waar er worden gezongen over het niet met iemand te zijn. In de videoclip worden namelijk verschillende continenten bezocht, waardoor de wereld dichter bij elkaar komt en samen één groot feest viert. Het nummer was in vele landen in de hitlijsten te vinden. In Italië werd de hoogste positie behaald, een tweede plek.